# Calymmaria tecate
Calymmaria tecate är en spindelart som beskrevs av Ernst Heiss och Draney 2004. Calymmaria tecate ingår i släktet Calymmaria och familjen panflöjtsspindlar. Inga underarter finns listade.